# Julius Asch

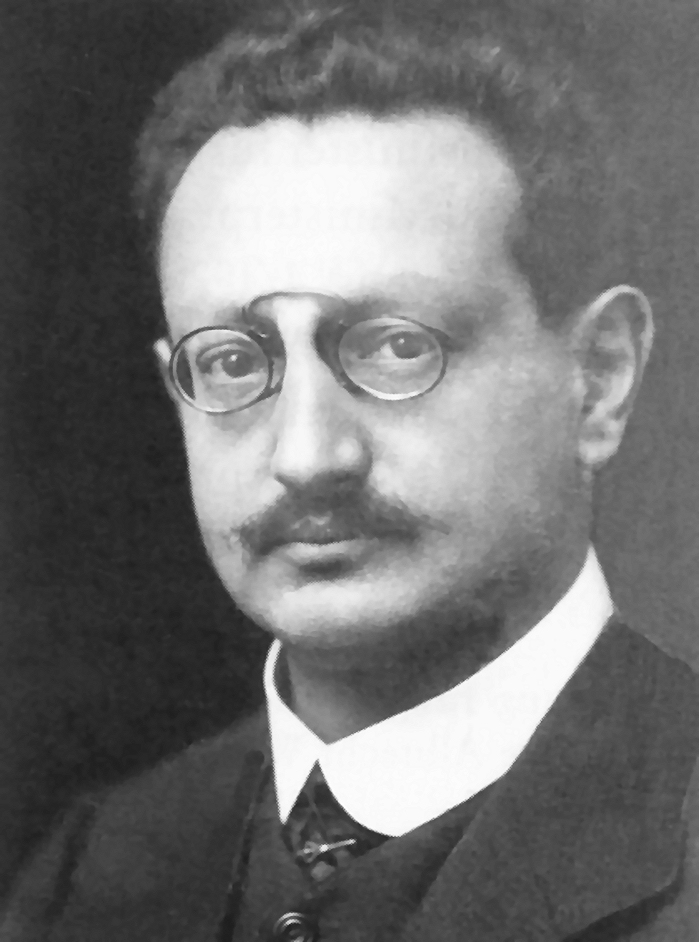
Julius Asch

Julius Karl Asch (* 27. Februar 1875 in Rummelsburg; † 22. April 1932 in Rostock) war ein Gewerkschafter und sozialdemokratischer Politiker.

## Leben und Wirken
Julius Asch war der Sohn des jüdischen Kaufmannes Eugen Asch und dessen Ehefrau Emilie geb. Silberstein. Früh verwaist besuchte er das Gymnasium in Berlin, Guben und Bischweiler. Asch lernte das Nadlerhandwerk. Von 1893 bis 1896 leistete er Militärdienst. Danach arbeitete er bis 1907 als Nadler. Zuletzt war er Betriebsleiter. Zu einem nicht bekannten Zeitpunkt war er der SPD und den freien Gewerkschaften beigetreten. Von 1893 bis 1895 war er Vorstandsmitglied des Deutschen Metallarbeiterverbandes in Stettin. Später ging er nach Königsberg. Dort war er zwischen 1901 und 1907 Mitglied im Vorstand des örtlichen Metallarbeiterverbandes, zeitweise auch sein Vorsitzender. Von 1901 bis 1905 war er dort zudem Vorsitzender des Gewerkschaftskartells. Auch in der lokalen SPD saß Asch 1900 im Vorstand. Im Jahr 1907 wurde er Geschäftsführer des Metallarbeiterverbandes in Rostock. Dieses Amt hatte er bis August 1919 inne. Außerdem war Asch von 1909 bis 1919 Vorsitzender des Metallarbeiterverbands und von 1911 bis 1919 Vorsitzender des Gewerkschaftskartells in Rostock. Als Vorsitzender der Landeskommission der Gewerkschaften für Mecklenburg war Asch von 1911 bis 1919 auch auf Landesebene einflussreich. In Rostock wurde er 1911 Mitglied des Kommunalparlaments, der Bürgervertretung der Seestadt Rostock.
Während der Novemberrevolution war Asch Mitglied des Arbeiterrates in Rostock. Gleichzeitig war er Beirat beim Staatskommissar für die Demobilmachung. Im Jahr 1919 war er Stadtverordnetenvorsteher in Rostock. Im selben Jahr wurde Asch in den Landtag von Mecklenburg-Schwerin gewählt, dem er bis 1932 angehörte. Von Januar 1919 bis Juli 1919 war Asch Präsident des verfassungsgebenden Landtages von Mecklenburg-Schwerin.
Von August 1919 bis Juli 1920 und dann erneut von April 1921 bis Juni 1923 war Asch Staatsminister und Vorstand des Finanzministeriums. Dasselbe Amt übte er noch einmal zwischen 1926 und 1929 aus. Gleichzeitig war er auch verantwortlich für das Ministerium für Landwirtschaft, Domänen und Forsten. Anschließend war Asch bis zu seinem Tod Präsident des Staatsrechnungsamtes von Mecklenburg-Schwerin.

## Kabinette
Asch war Mitglied folgender Kabinette. 
- Kabinett Wendorff III (Mecklenburg-Schwerin), 1919–1920
- Kabinett Wendorff IV (Mecklenburg-Schwerin), 1920
- Kabinett Stelling II (Mecklenburg-Schwerin), 1921–1923
- Kabinett Schröder I (Mecklenburg-Schwerin), 1926–1927
- Kabinett Schröder II (Mecklenburg-Schwerin), 1917–1929